# Ronaldo Simões Coelho
Ronaldo Simões Coelho (São João del-Rei, 16 de abril de 1932 —  Belo Horizonte, 27 de dezembro de 2020) foi um psiquiatra e escritor brasileiro. Formou-se em medicina pela UFMG em 1959 e se especializou em psiquiatria, tendo exercido a profissão até o ano de 2019. Destacou-se por questionar os modelos de psiquiatria de então, defendendo um tratamento mais humano aos pacientes e mostrou-se favorável à desospitalização.
Foi também escritor de literatura infantil, com cerca de 50 livros publicados. Alguns de seus livros foram recomendados pela Biblioteca Internacional da Juventude de Munique e publicados em países de língua espanhola. Foi um dos responsáveis por denunciar os maus tratos no Hospital Colônia de Barbacena. As mortes naquele hospício ficaram conhecidas como o Holocausto Brasileiro.

## Vida pessoal
Teve sete filhos, cinco deles do seu primeiro casamento com Anna Maria Felício Simões Coelho (Anna Maria Felício da Silva, nome de solteira), sendo eles: Marco Flávio Simões Coelho (Jornalista/Doutor), Ronaldo Simões Coelho Filho (Turismólogo/Especialista), Bruno Simões Coelho (Administrador/Mestre), Danilo Simões Coelho (Biólogo e Gastrônomo /Mestre) e Adriano Simões Coelho (Médico Psiquiatra), todos nascido em São João del Rei e os outros dois com Eliana Maria Marra (Psicóloga), são eles: Carolina Marra Simões Coelho (Psicóloga/Doutora) e André Marra Simões Coelho (Publicitário), nascidos em Belo Horizonte